# Stactobia distinguenda
Stactobia distinguenda är en nattsländeart som beskrevs av Lazar Botosaneanu och Nozaki 1996. Stactobia distinguenda ingår i släktet Stactobia och familjen smånattsländor. Inga underarter finns listade i Catalogue of Life.